# Aquaman (soundtrack)
Aquaman là một loạt soundtrack của bộ phim cùng tên. 
Âm nhạc được sáng tác và sắp xếp bởi Rupert Gregson-Williams. Nó được phát hành vào ngày 14 tháng 12 năm 2018 bởi WaterTower Music.
Vào ngày 7 tháng 3 năm 2018, Rupert Gregson-Williams được công bố là nhà soạn nhạc cho Aquaman. Gregson-Williams trước đây đã viết nhạc nền cho Wonder Woman, bộ phim thứ tư trong DC Extended Universe. Soundtrack được phát hành bởi WaterTower Music vào ngày 14 tháng 12 năm 2018.
Album có một bài hát gốc của nhạc sĩ người Mỹ Skylar Grey mang tên "Everything I Need", được viết lời bởi Grey và Elliott Taylor.

## Danh sách
Tất cả nhạc phẩm được soạn bởi Rupert Gregson-Williams, trừ khi có ghi chú.
| STT              | Nhan đề                                       | Nghệ sĩ                 | Thời lượng |
| ---------------- | --------------------------------------------- | ----------------------- | ---------- |
| 1.               | "Everything I Need" (Phiên bản cho phim)      | Skylar Grey             | 3:16       |
| 2.               | "Arthur"                                      |                         | 4:40       |
| 3.               | "Kingdom of Atlantis"                         |                         | 3:26       |
| 4.               | "It Wasn't Meant to Be"                       |                         | 3:22       |
| 5.               | "Atlantean Soldiers"                          |                         | 3:35       |
| 6.               | "What Does That Even Mean?"                   |                         | 3:23       |
| 7.               | "The Legend of Atlan"                         |                         | 1:57       |
| 8.               | "Swimming Lessons"                            |                         | 3:03       |
| 9.               | "The Black Manta"                             |                         | 2:49       |
| 10.              | "What Could Be Greater Than a King?"          |                         | 5:23       |
| 11.              | "Permission to Come Aboard"                   |                         | 2:16       |
| 12.              | "Suited and Booted"                           |                         | 4:25       |
| 13.              | "Between Land and Sea"                        |                         | 2:55       |
| 14.              | "He Commands the Sea"                         |                         | 3:34       |
| 15.              | "Map In a Bottle"                             |                         | 2:15       |
| 16.              | "The Ring of Fire"                            |                         | 4:57       |
| 17.              | "Reunited"                                    |                         | 1:31       |
| 18.              | "Everything I Need"                           | Skylar Grey             | 3:20       |
| 19.              | "Ocean to Ocean"                              | Pitbull có bao gồm Rhea | 2:25       |
| 20.              | "Trench Engaged" (from Kingdom of the Trench) | Joseph Bishara          | 2:29       |
| Tổng thời lượng: | Tổng thời lượng:                              | Tổng thời lượng:        | 65:02      |

## Biểu đồ
| Biểu đồ (2017)                        | Vị trí cao nhất |
| ------------------------------------- | --------------- |
| Australian Albums (ARIA)              | TBA             |
| Album Canada (Billboard)              | TBA             |
| New Zealand Heatseekers Albums (RMNZ) | TBA             |
| Album Scotland (OCC)                  | TBA             |
| Album Hoa Kỳ Billboard 200            | TBA             |
| Album Hoa Kỳ Soundtrack (Billboard)   | TBA             |